# Sindicato de Enfermería
El Sindicato de Enfermería, SATSE (originalmente Sindicato de Asistentes Técnicos-Sanitarios de España), es un sindicato español, fundado en 1979, que representa, defiende y ofrece apoyo informativo, jurídico, formativo y sindical a los profesionales de enfermería y fisioterapia.
SATSE cuenta con más de 124.000 afiliados y está alejado de cualquier vinculación política. 
En sus estatutos se recoge la defensa del modelo de sanidad público, basado en los principios de universalidad, equidad, solidaridad y gratuidad en los que se basa la Ley General de Sanidad.

## Historia
El 2 de febrero de 1979, el Sindicato SATSE depositó sus estatutos y actas de constitución en el Ministerio de Empleo y Seguridad Social, quedando inscrito con el número 1690.
Fue en 1983, cuando el Sindicato de Enfermería, SATSE fue presentado al público.
Desde 1991 edita el periódico mensual Mundo Sanitario.
En noviembre de 2010 funda Enfermería tv, una televisión en línea dirigida tanto a los profesionales de enfermería como a la sociedad.

## Organización e implantación
SATSE está implantado en toda España, y cuenta con cerca de 3000 delegados sindicales distribuidos por todos los centros de trabajo del país. 
La organización de SATSE se estructura de forma descentralizada en tres niveles: nacional, autonómico y provincial.
Desde 1992 SATSE tiene presencia internacional debido a su integración en el Consejo Profesional de la Federación Europea de Empleados de Servicios Públicos (EUROFEDOP).
El sindicato ostenta, en la actualidad, la Presidencia del Consejo Profesional de Sanidad de la Confederación Europea de Sindicatos Independientes y forma parte del Buró Ejecutivo de esta organización. 
De este modo, la organización conoce las decisiones políticas y sanitarias de la Unión Europea que pueden afectar a las enfermeras y enfermeros españoles, a la vez que facilita la representación de la Enfermería española ante la sanidad europea.